# 工務司署

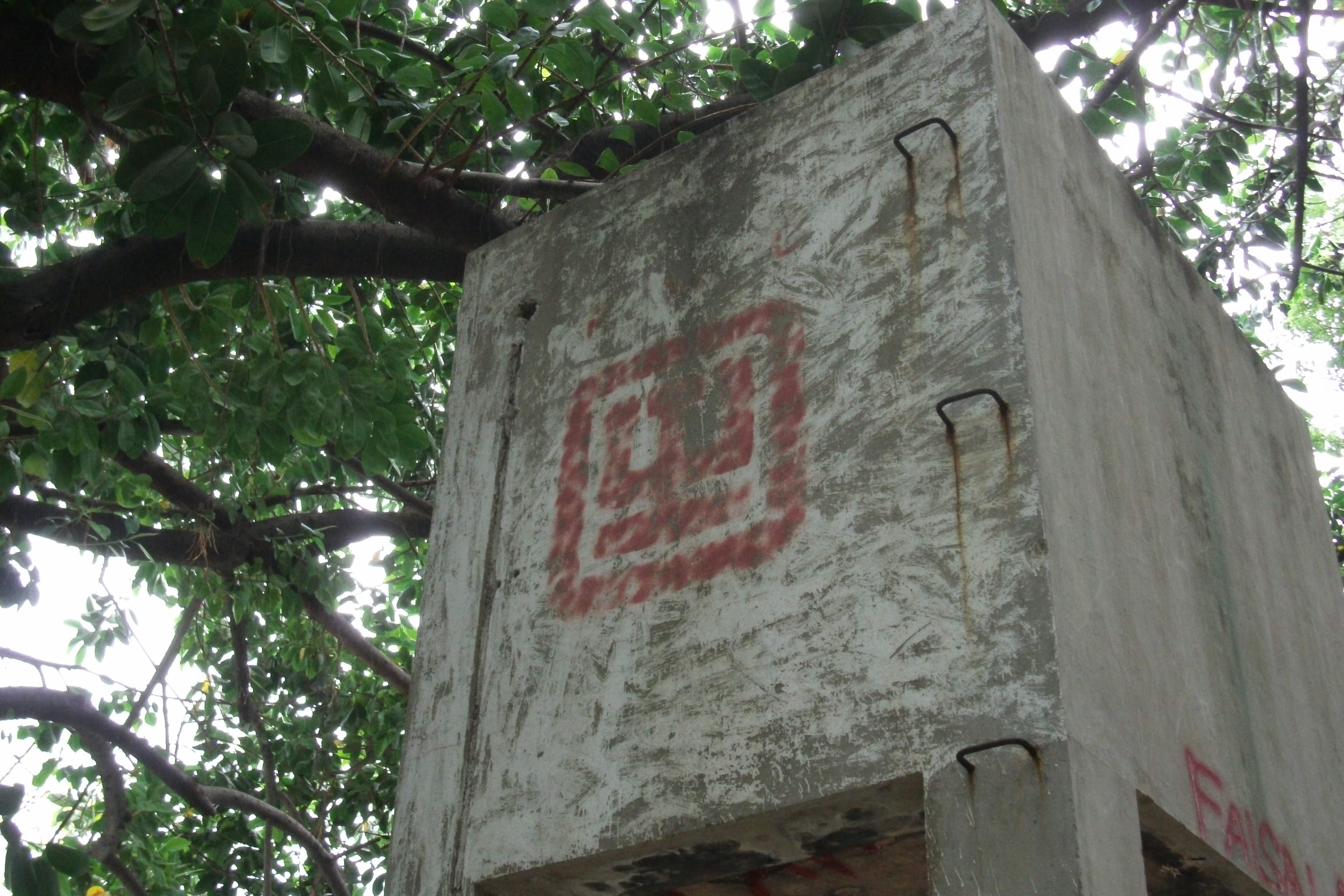
帶有工務司署標誌的建築物

工務司署（英語：Public Works Department），是港英政府時期負責香港公共工程的政府部門，統領土地、交通工程、城市規劃及屋宇事宜。其首長稱為工務司（英語：Director of Public Works）。總部位為中環美利大廈。工務司署下轄多個執行部門，包括水務、馬路、地政、建築、屋宇等辦事處。其決策機構為工務司署會議，由工務司任主席，並由各執行部門的首長出席會議，審批建築計劃。
工務司署起源於1844年，量地官擴展為量地官署，1871年改稱測量署，1883年改組為工務司署，中文有時又稱「工務局」。1892年，政府發佈公告，將名稱統一為工務司署。
1981年4月，香港政府批准重組工務司署為地政工務科並進行分拆。1981年9月香港政府成立地政工務科（英語：Lands and Works Branch）與運輸科，並取消環境科，隸屬布政司署，負責研究及決定相關政策；並於1982年4月將工務司署分拆為多個執行部門，下轄的部門升格為正式部門，包括工程拓展署、建築拓展署、新界拓展署、水務署、機電工程署，同時新成立地政署及市區拓展署。工程拓展署於1986年解散，下轄的土木工程處升格為土木工程署，而工程拓展署路政處則轉交運輸科並升格為獨立部門路政署。